# Cementerio cristiano de Narayanguda
El Cementerio cristiano de Narayanguda es uno de los mayores cementerios ubicados en Hyderabad, Andhra Pradesh en la India.
El cementerio está dividido en dos secciones, a saber, una para católicos y otra para los protestantes, para dar cabida a las personas de las dos confesiones cristianas en el lugar. Más recientemente, las tumbas antiguas están siendo sustituidas por otros nuevas debido a la falta de espacio para los recién fallecidos, ya que incluso el gobierno se había negado a donar nuevas tierras a pesar de reiteradas solicitudes. El cementerio paga sus facturas de electricidad con el nombre del profeta "Isaías".